# Ariel Hsing
Ariel Hsing, née le 29 novembre 1995 à Fremont en Californie, est une pongiste américaine.

## Carrière sportive
Ariel Hsing, fille d'immigrants chinois, commence le tennis de table à l'âge de 7 ans dans le club de Palo Alto. Elle obtient à huit ans son premier titre de championne des États-Unis dans les catégories de jeunes. Hsing rencontre à l'âge de 9 ans le milliardaire Warren Buffett et elle développe avec lui une amitié ainsi qu'avec Bill Gates,.
Hsing participe pour la première fois aux Championnats du monde de tennis de table en 2009.
Hsing se qualifie pour les Jeux olympiques de Londres grâce à l'obtention d'une des deux places réservées au tournoi de qualification nord-américain d'avril 2012. Elle bat la Mexicaine Yadira Silva en quatre manches puis la Luxembourgeoise Ni Xia Lian 4 sets à 2 avant d'être battue au troisième tour par Li Xiaoxia, future médaillée d'or, 4 manches à deux sous les yeux de Bill Gates.